# Cafeteria roenbergensis
Espèce
Cafeteria roenbergensis est une espèce d'algues bactérivore marines flagellées hétérocontées de la famille des Cafeteriaceae.  Elle a été découverte par le biologiste marin danois Tom Fenchel et nommé par lui et le taxinomiste David J. Patterson (en) en 1988. Elle appartient à l'un des trois genres de Bicosoecidae, et le premier découvert de deux espèces connues de « cafétéria ». Les Bicosoeca (en) appartiennent à un large groupe, les straménopiles, qui comprend les diatomées, les algues brunes et dorées collectivement appelées heterokonta, les protozoaires tels que les opalinides et les actinophryid heliozoa et les champignons oomycètes. L'espèce vit principalement dans les eaux côtières ayant de fortes concentrations de bactéries sur lesquelles elle « broute ». Son appétit vorace joue un rôle important dans la régulation des populations de bactéries.